# Triplogyna major
Triplogyna major är en spindelart som beskrevs av Alfred Frank Millidge 1991. Triplogyna major ingår i släktet Triplogyna och familjen täckvävarspindlar.
Artens utbredningsområde är Colombia. Inga underarter finns listade i Catalogue of Life.